# リライト (ナイトメアの曲)
『リライト』は、日本のロックバンド、ナイトメアの、22枚目のシングル。2014年1月8日発売。

## 概要
表題曲は2013年11月ごろからiTunesやレコチョクなどで先行配信され、また翌月より行われた全国ツアー「NIGHTMARE WINTER TOUR 2013 Dizzy is not Zozzy」にて披露された。
DVD付のType AとB、そしてCDのみのType Cの3パターンでのリリース。Type Aには表題曲「リライト」、Bにはカップリングである「Isolation」のPVとそのメイキングが、またType CにはAとBには未収録のカップリング「ヒプノランド」を収録。
2014年1月20日付の週間ランキング（オリコン）では2位を獲得。それまで「レゾンデートル」「Rem_」で記録した3位が自己最高であったが、本作で更新した。

## 収録曲

### type A/B
CD
1. リライト
作詞：RUKA、作曲：Ni～ya
シングルとしては初の作詞作曲タッグとなった。Ni～yaはこの曲について「愛情込めて、コトコト煮込んだのリライトをどうぞ召し上がれ」とコメントした[2]。
2. Isolation
作詞：RUKA、作曲：咲人[3]

DVD(Type A)
1. リライト(Music Clip)
2. リライト(Music Clip Making)

DVD(Type B)
1. Isolation(Music Clip)
2. Isolation(Music Clip Making)

### type C
CD
1. リライト
2. Isolation
3. ヒプノランド
作詞＆作曲：咲人[3]